# Pietro Biagioli
Pour les articles homonymes, voir Biagioli.
Pietro Biagioli (né le 25 août 1929 à Campi Bisenzio en Toscane et mort le 3 septembre 2017) est un joueur de football italien, qui évoluait au poste d'attaquant.

## Biographie

### Carrière en club
Pietro Biagioli joue 39 matchs et inscrit 7 buts en Serie A.

## Palmarès
Avec l'AC Marzotto, il est meilleur buteurs du Championnat d'Italie D2 .